# Chušúr

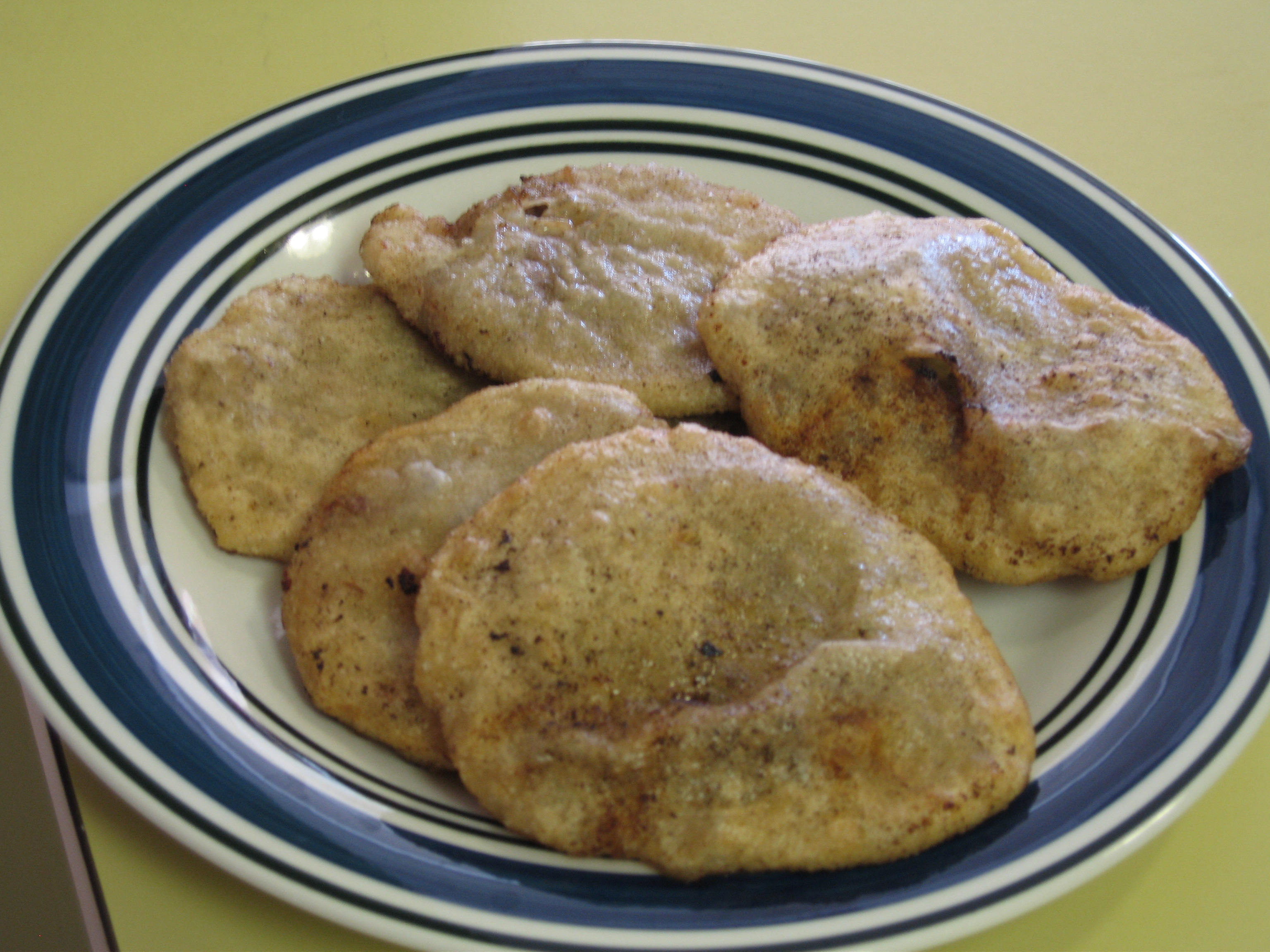
Chušúr

Chušúr (mongolsky хушуур) je jídlo, které by se dalo nazvat mongolským národním jídlem nebo minimálně jedním z nich. Je to placka plněná masem. Těsto na placku se vyrábí jednoduše z vody nebo mléka a mouky. Maso se používá téměř výhradně skopové a jak je v Mongolsku, kde panují tuhé zimy, zvykem, čím tučnější, tím lepší.
Tento pokrm je možné zakoupit ve stáncích přímo na ulici. Prodává se také na každé mongolské slavnosti. Funguje tedy jako rychlé občerstvení. Podává se horký a jí se rukama.